# Cattedrali in Giamaica
Questa è una lista delle cattedrali in Giamaica.

## Cattedrali cattoliche
| Cattedrale                             | Arcidiocesi o Diocesi               | Località    | Dedicazione              | Immagine |
| -------------------------------------- | ----------------------------------- | ----------- | ------------------------ | -------- |
| Cattedrale della Santissima Trinità    | Arcidiocesi di Kingston in Giamaica | Kingston    | Trinità                  |          |
| Cattedrale di San Giovanni della Croce | Diocesi di Mandeville               | Mandeville  | San Giovanni della Croce |          |
| Cattedrale del Santissimo Sacramento   | Diocesi di Montego Bay              | Montego Bay | Santissimo Sacramento    |          |

## Cattedrale anglicana
| Cattedrale                           | Diocesi                                | Città        | Dedicazione | Immagine |
| ------------------------------------ | -------------------------------------- | ------------ | ----------- | -------- |
| Cattedrale di San Giacomo de la Vega | Diocesi di Giamaica e Isole Caraibiche | Spanish Town | San Giacomo |          |